# Говорен апарат
От езиковедско гледище, говорните органи се делят на три части: дихателен, гласов (фонационен) и учленителен (артикулацонен) апарат.

## Дихателен апарат
Белите дробове доставят въздушна струя, необходима за образуване на речта, която минава през бронхите и трахеята за да стигне в гръкляна.

## Гласов апарат
Той е разположен в една хрущялна кутия наречена гръклян (ларинкс). Трахеята е скачена неподвижно с гръкляна посредством най-долния му хрущял наречен пръстеновиден; над него се намира щитовидният хрущял, който подвижно е свързан с пръстеновидния, с него са свързани посредством еластични мускули две хрущялчета, наречени по формата си пирамидални. Над щитовидния хрущял се намира надгръклянниковият хрущял (епиглотисът (надгръклянник)). Източник на човешкия глас са гласните струни (гласилки), които играят важна роля при образуването на повечето звукове в речта. Те представляват две хоризонтални гънки на лигавицата по стената на щитовидния хрущял.

## Учленителен апарат
Дейността на гласилките не е достатъчна за образуванетно на акустично диференцирани звукове, които да послужат като материал за речта. Необходимо е издишната въздушна струя да бъде допълнително обработена.

### Гърлена кухина
Това е широка тръба, която е разположена над гръкляна. Тя има ограничено значение за образуването на звуковете на речта – служи като проход за въздушната струя и изпълнява функциите на резонатор (засилва гласа).

### Носна кухина
Тя има два отвора – преден (ноздрите) и заден, през който се свързва с гърлената кухина. Задният отвор може да се затваря с движение на мекото небце. Има ограничена роля за образуването на звуковете на речта – придава носов призвук на някои звукове.

### Устна кухина
Тя има най-голямо значение за учленяването на звуковете, понеже може да променя формата и големината си.